# Harpalobrachys
Harpalobrachys leiroides es una  especie de coleóptero adéfago de la familia Carabidae y el único miembro del género monotípico Harpalobrachys.